# Léon-Charles-Victor Cussenot
Léon-Charles-Victor Cussenot, francoski general, * 18. november 1881, † 7. marec 1943.